# لو ميساجير نغوزي
نادي لو ميساجير نجوزي هو نادي كرة قدم بوروندي من مدينة نغوزي يلعب حالياً في الدوري البوروندي الممتاز، تأسس النادي عام 2005  وحصل على لقب الدوري 3 مرات.